# Tom Ward
Tom Ward (Swansea (Wales), 11 januari 1971) is een uit Wales afkomstige acteur. Ward studeerde filosofie, politiek en economie aan de Universiteit van Oxford. Hij koos echter voor een loopbaan als acteur. Ward is vooral bekend door zijn rol als patholoog Harry Cunningham in de televisieserie Silent Witness.
In 2001 trouwde Tom met journaliste Emily Hohler. Zij wonen in Kent en hebben drie kinderen.

## Filmografie (selectie)
- Pride and Prejudice (1995) (miniserie)
- The Fortunes and Misfortunes of Moll Flanders (1996)
- Vanity Fair (1998) (miniserie)
- Warriors (1999)
- Anna Karenina (2000) (miniserie)
- Quills (2000)
- Love in a Cold Climate (2001) (miniserie)
- The Lost World (2001) (miniserie)
- Red Cap (2001)
- The Infinite Worlds of H. G. Wells (2001) (miniserie)
- Silent Witness (2002–2012)
- Hawking (2004)
- An Inspector Calls (2015)
- The Frankenstein Chronicles (2015–2017)

- Bibsys: 8040176
- Catàleg d'autoritats de noms i títols de Catalunya: 981058524098706706
- International Standard Name Identifier: 0000 0001 1933 2644
- Library of Congress Control Number: nr2003032100
- Système universitaire de documentation: 061414824
- Virtual International Authority File: 29479530
- WorldCat: E39PBJdgVJdpBfxH77XcQ6yDbd